# Osman (Dynastie)

Wappen des Hauses Osman

Das Haus Osman (osmanisch خاندان آل عثمان İA ḫānedān-ı āl-i ʿOs̲mān, deutsch ‚Dynastie des Hauses Osman‘; auch سلالهٔ آل عثمان sülāle-yi āl-i ʿOs̲mān) war die Herrscherdynastie des nach ihm benannten Osmanischen Reiches. Begründet von Osman I., stellte es von 1299 bis 1922 die türkischen Emire und Sultane und von 1517 bis 1924 die Kalifen des Islam.
Thronfolger wurde bis zum 15. Jahrhundert derjenige Sohn des Herrschers, dem die Herrschaft zufiel. Mit seinem Ḳānūnnāme gestattete Mehmed II. den Brudermord der Sultane. Die Thronfolgeregelung folgte seit Ahmed I. gewohnheitsrechtlich und seit der Osmanischen Verfassung nach gesatztem Recht dem Prinzip des Seniorats. Nach der Unabhängigkeit aus dem Seldschuken-Reich trugen die Monarchen erst den Titel Emir (Gazi), ab Murad I. den Titel Sultan und Padischah. Die Residenzstädte des Hauses waren Söğüt (1299–1326), Bursa (1335–1365), Edirne (1365–1453) und Kostantiniyye/Istanbul (1453–1922).
Der Name leitet sich von Osman I. ab, dem Gründer des Osmanischen Reiches.

## Fürstentum Osman zu Zeiten der anatolischen Fürstentümer (13. Jahrhundert)

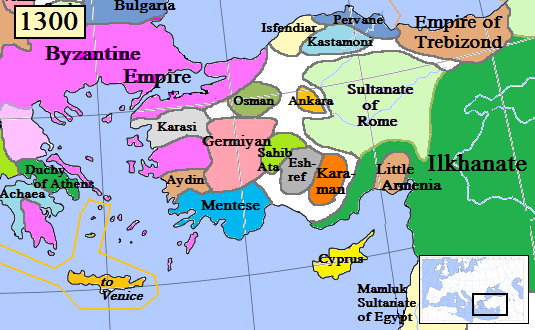
Einige Beyliks in Anatolien um 1300

Nachdem 1235 das rum-seldschukische Herrscherhaus die Oberhand der Mongolen (Ilchane) anerkannt hatte, wanderten turkmenische Stämme verstärkt nach Westanatolien. Es entstanden zahlreiche türkische Fürstentümer in Zentral- und Westanatolien, die an das byzantinische Reich grenzten (siehe Abbildung). Osmans Vater Ertuğrul Gazi siedelte mit seinem Stamm zur selben Zeit von Ostanatolien nach Eskişehir-Sakarya über.
Osman I. trat 1288 die Nachfolge seines Vaters Ertuğrul an und wurde Oberhaupt seines Stammes. Der Stamm gehörte der Kayi an, einer Untergruppe der Oghusen. Nach der Eroberung von Karacahisar wurde Osman 1288 vom Seldschuken-Sultan zum Bey/Fürsten ernannt, womit das Fürstentum Osman gegründet war. Als Vasallen im Sultanat der Rum-Seldschuken dienten die Fürstentümer in einer Föderation von mehreren Fürstentümern, bis Osman I. 1299 sein Fürstentum für unabhängig erklärte. Sein Sohn Orhan I. eroberte 1326 Bursa und festigte die Macht der Familie in Anatolien.

## Sultane des Osmanischen Reichs bis 1922
Das Haus Osman stellte die Herrscherdynastie des nach ihm benannten Osmanischen Reiches bis zum Jahr 1922. Orhan I. war der erste osmanische Herrscher, der den Titel Sultan verwendete. In den Jahren 1402–1413 herrschte ein Streit über die Thronfolge zwischen den Söhnen Bayezids I. (siehe Osmanisches Interregnum). 
Mehmed I. stellte nach dem Interregnum die osmanische Herrschaft wieder her. Mehmed II., „der Eroberer“ eroberte am 29. Mai 1453 Konstantinopel und machte es zur neuen Hauptstadt des Osmanischen Reiches. Das Haus Osman stellte von 1517 bis 1924 auch die Kalifen des Islam. Ab Murad III. begann ein langsamer Verfall der osmanischen Macht. Als „kranker Mann am Bosporus“ wurde daher im 19. und bis ins 20. Jahrhundert das geschwächte Osmanische Reich bezeichnet, das durch Aufstände innerhalb seiner europäischen Territorien (Rumelien) geschwächt immer mehr zum Spielball der europäischen Mächte wurde. Die Niederlage des Osmanischen Reiches im Ersten Weltkrieg, die griechische Invasion in Smyrna und der von der Regierung in Istanbul am 10. August 1920 unterschriebene Friedensvertrag von Sèvres führten zu einem völligen Ansehensverlust des Sultans.

## Abschaffung des Sultanats
Am 1. November 1922 wurde das osmanische Sultanat von der türkischen Nationalversammlung unter Mustafa Kemal abgeschafft. Der letzte Sultan des Osmanischen Reiches, Mehmed VI., verließ das Reich am 17. November 1922 und begab sich ins Exil nach San Remo. 
Sein Nachfolger Abdülmecid II. war nur noch Kalif. Das Osmanische Kalifat wurde am 3. März 1924 abgeschafft, die Familie wurde ins Exil verbannt. Am frühen Morgen des 4. März verließ der Kalif seinen Palast. Zwei seiner vier Ehefrauen, Sohn und Tochter, Leibarzt, Sekretär und Kammerdiener begleiteten ihn. An der Schweizer Grenze wurde die Reisegesellschaft aufgehalten, da Polygamisten die Immigration untersagt war. Erst eine Ausnahmeregelung ermöglichte den Aufenthalt. Später lebte Abdülmecit in Nizza. Er starb 1944 in Paris. Das Haus Osman hatte während seiner sechs Jahrhunderte umfassenden Herrschaft ein Vermögen angehäuft, dessen Umfang auf 120 Milliarden US-Dollar heutiger Kaufkraft geschätzt wird (Stand 2010). Bei Antritt des Exils wurde die Familie enteignet.

## Oberhäupter der Familie im Exil (ab 1924)
| Oberhaupt der Familie      | Leben     | Amtsdauer | Sterbeort  | Titel          | Abstammungslinie |
| -------------------------- | --------- | --------- | ---------- | -------------- | ---------------- |
| Abdülmecid II.             | 1868–1944 | 1924–1944 | Paris      | Abdülmecid II. | Abdülaziz        |
| Ahmet Nihad Osmanoğlu      | 1883–1954 | 1944–1954 | Damaskus   | Ahmed IV.      | Murad V.         |
| Osman Fuad Osmanoğlu       | 1895–1973 | 1954–1973 | Paris      | Osman IV.      | Murad V.         |
| Mehmed Abdülaziz Osmanoğlu | 1901–1977 | 1973–1977 | Nizza      | Abdülaziz II.  | Abdülaziz        |
| Ali Vâsıb Osmanoğlu        | 1903–1983 | 1977–1983 | Alexandria | Ali I.         | Murad V.         |
| Mehmet Orhan Osmanoğlu     | 1909–1994 | 1983–1994 | Nizza      | Mehmed VII.    | Abdülhamid II.   |
| Ertuğrul Osman             | 1912–2009 | 1994–2009 | Istanbul   | Osman V.       | Abdülhamid II.   |
| Osman Bayezid Osmanoğlu    | 1924–2017 | 2009–2017 | New York   | Bayezid III.   | Abdülhamid II.   |
| Dündar Ali Osman Osmanoğlu | 1930–2021 | 2017–2021 | Damaskus   | Ali II.        | Abdülhamid II.   |
| Harun Osman Osmanoğlu      | 1932–     | 2021–     |            |                | Abdülhamid II.   |

Mitglieder des Hauses Osman im Exil, darunter Şehzade Ömer Faruk und Sabiha Sultan

In der Familie gibt es zwei Linien, die jeweils von Mahmud II. abstammen:
- Die Linie von Abdülmecid I. und
- die Linie von Abdülaziz.

Ein Prinz musste von einer väterlichen Linie abstammen und muslimischen Glaubens sein. Nachdem die Türkische Nationalversammlung mit einem Parlamentsbeschluss die Familie verbannt hatte, mussten die Prinzen innerhalb eines Tages, die Frauen und Kinder innerhalb einer Woche das Reich verlassen. Sie wurden mit der Bahn über die Grenze nach Bulgarien geschafft. Sultan Mehmed VI. bezog mit seiner Gemahlin in San Remo eine Villa, die durch den italienischen König zur Verfügung gestellt wurde. 1949 wurde die Regierung ermächtigt, die Einreise ehemaliger Prinzessinnen zu gestatten. Die Witwe Mehmets VI. erhielt die türkische Staatsbürgerschaft zurück. Der Enkel Mehmeds VI., Prinz Nazım, durfte sich 1974 in Istanbul niederlassen. 1991 wurde die Verbannung aufgehoben und das damalige Oberhaupt der Familie, Prinz Mehmed Orhan, reiste in die Republik Türkei. 2004 erhielt das 43. Oberhaupt des Hauses, Ertuğrul Osman, die türkische Staatsangehörigkeit durch die Initiative von Recep Tayyip Erdoğan.

## Wappen
Das Wappen des Osmanischen Reiches war zugleich das Wappen der kaiserlichen Familie, mit der entsprechenden Tughra des regierenden Sultans.